# Odlaren (tidning)
Odlaren var en bonde- och småbrukartidning i dagtidningsform med utgivningsperiod från den1 mars 1912 till 3 oktober 1920.

## Redaktion
Tidningen redigerades i Stockholm. Politiskt var tidningen  tendensfri och obunden enligt tidningen 22 december 1917. Organisationsanknytning  var till Sveriges demokratiska jordbrukarförbund 1918 till 1920. Fullständiga titeln var vid starten Odlaren / Tidning för Sveriges bönder och småbrukare och den varierade sedan mycket men hade nästan hela tiden Odlaren kvar i titeln men allra sista tiden bara Svenska folkets tidning.
Utgivningsfrekvensen för tidningen var 2 nummer i månaden till 15 november 1913. Från 6 december 1913 blev en endagars med lördag som publiceringsdag till juni 1919 då det blev söndagar till nedläggningen.
| Period                 | Ansvarig utgivare  | Titel       | Period                 | Redaktör               |
| 1912-01-12--1919-11-09 | Larsson, Anders    | småbrukaren | 1912-03-01--1918-12-24 | Larsson-Kilian, Anders |
| 1919-11-10--1920-10-03 | Palm, Ernst, Folke | agronomen   | 1919-01-04--1919-01-04 | ingen uppgift          |
| 1919-11-10--1920-10-03 | Palm, Ernst, Folke | agronomen   | 1919-01-11--1919-06-14 | Palm, Folke            |
| 1919-11-10--1920-10-03 | Palm, Ernst, Folke | agronomen   | 1920-01-11--1920-10-03 | Åkerberg, Helge        |

## Tryckning
Förlaget hette Svenska andelsförlaget i Stockholm till 30 november 1918 och sedan Sveriges demokratiska jordbrukarförbund i Stockholm
Tidningen hade antikva som typsnitt och trycktes bara i svart med undantag ett midsommarnummer 1914 som hade en annan färg på omslaget och ett julnummer 1919 med två färger. Satsytan var stor i början 58x41 cm men minskade till oktavformat 1920 24-25x19  cm, och sista tiden var i tabloidformat 36-37x25 cm. Sidantalet i tidningen var 4 till 8 sidor.
1915 fanns sex olika upplagor benämnda  A-F . Upplaga A, den vanliga upplagan och upplaga D, en praktupplaga troligen var  viktigast. 1916 fanns bara två upplagor kvar A och B. Priset var 1,20 kronor till slutet av 1913 sedan var den vanliga upplagans pris 1,50 kronor medan dyraste upplagan kostade 3,50 kronor. 1916 kostade dessa två upplagor 2,20 kr respektive 5,20 kronor. 1917 finns bara en upplaga till 2,70kronor  pris. Priset stiger till 5,60 kronor 1920.
| Period                 | Tryckeri                                 | Ort       |
| 1912-03-01--1913-08-15 | Afton-tidningen tryckeri                 | Stockholm |
| 1913-09-01--1914-01-10 | Tryckeriaktiebolaget Sverige             | Stockholm |
| 1914-01-17--1919-06-14 | Tryckeri -A.-B. Thule                    | Stockholm |
| 1920-01-11--1920-10-03 | Sjöberg & Sandberg boktryckeriaktiebolag | Stockholm |